# Schießbach (Swist)
Der Schießbach (im Oberlauf auch Ellenbach oder Flämmerbach, im Mittellauf auch Rodderbach oder Commebach) ist ein 13,7 km langer, linker Nebenfluss der Swist in den beiden nordrhein-westfälischen Kreisen Euskirchen und Rhein-Sieg.
Der Schießbach ist ein kiesgeprägter Tieflandbach.

## Geographie

### Verlauf
Der Schießbach entspringt als Ellenbach am östlichen Ortsrand des Euskirchener Stadtteils Kirchheim auf einer Höhe von 262 m ü. NHN.
Der Bach fließt vorwiegend in nordnordöstlicher Richtung. Mit Aufnahme des Kirchheim Bach von links heißt er auch Flämmerbach. Unter diesem Namen durchquert er die Ortschaft Flamersheim und heißt danach auch Rodderbach.
Er passiert Palmersheim (teils auch als Commebach), Odendorf und Ollheim, unterquert die A 61 und mündet schließlich südlich von Heimerzheim auf 132 m ü. NHN von links in den Erft-Zufluss Swist.
Auf seinem 13,7 km langen Weg erfährt der Bach ein Gefälle von 130 Metern, was einem mittleren Sohlgefälle von 12 ‰ entspricht.

### Einzugsgebiet
Das rund 16,6 km² große Einzugsgebiet des Schießbachs erstreckt sich von der Mechernicher Voreifel bis zur Jülich-Zülpicher Börde und wird durch ihn über die Swist, die Erft und den Rhein in die Nordsee entwässert.
Es grenzt
- im Süden und Osten an das Einzugsgebiet des Steinbachs und
- im Westen an das der Erft.

Das Einzugsgebiet wird von landwirtschaftlichen Nutzflächen dominiert. Die höchste Erhebung ist ein namenloser Hügel mit einer Höhe von 322,2 m ü. NHN im Südwesten des Einzugsgebiets.

### Zuflüsse
| Stat. in km | Name           | GKZ     | Lage   | Länge in km | EZG in km² | MQ in l/s | Mündungshöhe in m ü. NHN | Bemerkungen      |
| ----------- | -------------- | ------- | ------ | ----------- | ---------- | --------- | ------------------------ | ---------------- |
| 012,10      | Kirchheim Bach | 27428-2 | links0 | 000,9740    | 0002,0550  | 0003,290  | 20700000                 | auch Flämmerbach |
| 009,70      | Krummer Graben | 27428-4 | links0 | 001,5540    | 0001,1120  | 0000,530  | 18600000                 |                  |

Anmerkungen zur Tabelle
1. ↑  Gewässerkennzahl, in Deutschland die amtliche Fließgewässerkennziffer mit zur besseren Lesbarkeit eingefügtem Trenner hinter dem Präfix, das einheitlich für den allen gemeinsamen Vorfluter Schießbach steht.